# Africada ejectiva palatoalveolar
L'africada ejectiva palatoalveolar és un tipus de consonant, utilitzat en algunes llengües parlades. El seu símbol en alfabet fonètic internacional és t͡ʃʼ.